# Ana Cristina Cazacu
Pour les articles homonymes, voir Cazacu.
Ana Cristina Cazacu est une joueuse roumaine de volley-ball née le 21 juillet 1994 à Tulcea. Elle mesure 1,82 m et joue au poste de réceptionneuse-attaquante. 

## Clubs
| Club             | De        | À         |
| ---------------- | --------- | --------- |
| CSS Tulcea       | 2002-2003 | 2008-2009 |
| Tomis Constanța  | 2009-2010 | 2012-2013 |
| CSM Bucarest     | 2013-2014 | 2014-2015 |
| CS Știința Bacău | 2015-2016 | …         |

## Palmarès
- Championnat de Roumanie
  - Vainqueur : 2011, 2012.
  - Finaliste : 2010.
- Coupe de Roumanie
  - Vainqueur : 2011.
  - Finaliste : 2010, 2012, 2017.